# Can You Feel My Heart
Can You Feel My Heart è un singolo del gruppo musicale britannico Bring Me the Horizon, pubblicato il 4 ottobre 2013 come quarto estratto dal quarto album in studio Sempiternal.

## Descrizione
Si tratta della traccia d'apertura del disco nonché tra i primi brani composti con il tastierista Jordan Fish, all'epoca non ancora parte della formazione. Come evidenziato dal bassista Matt Kean, nel processo di composizione del brano il gruppo ha riconosciuto le potenzialità di Fish e il suo impatto che avrebbe potuto avere in futuro; tale aspetto è stato condiviso anche dal cantante Oliver Sykes, che ha aggiunto:
Dal punto di vista musicale infatti Can You Feel My Heart si caratterizza per un massiccio utilizzo di sintetizzatori e beat ispirati al dubstep, oltre a presentare una struttura più accessibile e assimilabile alla forma canzone rispetto alle passate pubblicazioni del gruppo.

## Video musicale
Il video, diretto da Danny Todd, è stato reso disponibile il 19 agosto 2013 attraverso il canale YouTube del gruppo.

## Tracce
Testi e musiche di Oliver Sykes, Jordan Fish e Lee Malia.
Download digitale
1. Can You Feel My Heart – 3:48
2. Can You Feel My Heart (Shikari Sound System Remix) – 4:24
3. Can You Feel My Heart (Jakwob Remix) – 4:33

CD promozionale
1. Can You Feel My Heart (Radio Edit) – 3:48
2. Can You Feel My Heart (Album Version) – 3:47
3. Can You Feel My Heart (Shikari Sound System Remix) – 4:24
4. Can You Feel My Heart (Jakwob Remix) – 4:31
5. Can You Feel My Heart (Instrumental) – 3:46

7"
- Lato A

1. Can You Feel My Heart – 3:48

- Lato B

1. Can You Feel My Heart (Shikari Sound System Remix) – 4:24

Download digitale – remix
1. Can You Feel My Heart (Jeris Johnson Remix) – 3:17

## Formazione
Gruppo
- Oliver Sykes – voce
- Matt Kean − basso
- Matt Nicholls − batteria
- Lee Malia − chitarra
- Jordan Fish − programmazione

Altri musicisti
- Capital Voices – coro

Produzione
- Terry Date – produzione, registrazione
- Kevin Mills – ingegneria del suono
- Tom A. D. Fuller – ingegneria del suono aggiuntiva
- Luke Gibbs – assistenza tecnica secondaria
- David Bendeth – missaggio
- Ted Jensen – mastering

## Classifiche
| Classifica (2013-15)             | Posizione massima |
| -------------------------------- | ----------------- |
| Regno Unito (rock & metal)       | 5                 |
| Stati Uniti (mainstream rock)    | 26                |
| Stati Uniti (rock & alternative) | 39                |